# Patrick J. Adams
Patrick J. Adams, född 27 augusti 1981 i Toronto, är en kanadensisk skådespelare. Han är mest känd för sin roll som Mike Ross i den amerikanska TV-serien Suits.
Han blev nominerad till en Screen Actors Guild Award i kategorin "Bästa manliga skådespelare i en dramaserie" för sin roll som Mike Ross i Suits i januari 2012, men förlorade till Steve Buscemi i Boardwalk Empire.

## Filmografi (urval)
| År   | Titel                          | Roll                 | Notering  |
| ---- | ------------------------------ | -------------------- | --------- |
| 2001 | For the Record                 | Patrick              | Kort film |
| 2003 | Old School                     | Patch                |           |
| 2005 | Christmas in Boston            | Seth                 |           |
| 2007 | Walk Hard: The Dewey Cox Story | The Kid              |           |
| 2008 | The Butcher's Daughter         | Ellis McArthur       | Kort film |
| 2008 | Extreme Movie                  | Doug Cross           | Kort film |
| 2008 | 3 Days Gone                    | Male voice           |           |
| 2009 | 2:13                           | Carter Pullman at 19 |           |
| 2009 | Weather Girl                   | Byron                |           |
| 2009 | Rage                           | Dwight Angel         |           |
| 2009 | The Waterhole                  | Miller               |           |
| 2011 | 6 Month Rule                   | Julian               |           |
| 2012 | The Come Up                    | Steve                | Kort film |
| 2017 | Car Dogs                       | Mark Chamberlain     |           |
| 2017 | Room for Rent                  | Huey Dorsey          |           |
| 2018 | We Are Here                    | Unnamed Man          | Kort film |
| 2018 | Clara                          | Isaac Bruno          |           |

| År      | Titel                             | Roll                | Notering                                                   |
| ------- | --------------------------------- | ------------------- | ---------------------------------------------------------- |
| 2004    | Jack & Bobby                      | Matt Kramer         | Avsnitt: Lost Boys                                         |
| 2004    | Cold Case                         | Dean Lang 1953      | Avsnitt: Red Glare                                         |
| 2004    | Strong Medicine                   | Brandon             | Avsnitt: Code                                              |
| 2005    | Close to Home                     | Seth                | TV film                                                    |
| 2005    | Christmas in Boston               | Barry               | TV film                                                    |
| 2006–07 | Friday Night Lights               | Connor Hayes        | Avsnitt: Protest                                           |
| 2007    | Without a Trace                   | Adam Clark          |                                                            |
| 2007    | Lost                              | Peter Talbot        |                                                            |
| 2007    | Heartland                         | Henry Gilliam       |                                                            |
| 2008    | Good Behavior                     | Van/Haden West      |                                                            |
| 2008    | NCIS                              | Tommy Doyle         |                                                            |
| 2009    | The Dealership                    | Jack Carson         |                                                            |
| 2009    | Ghost Whisperer                   | Linus Van Horn      |                                                            |
| 2009    | Cupid                             | Joe Adams           |                                                            |
| 2009    | Lie to Me                         | Lou Nemeroff        |                                                            |
| 2009    | Raising the Bar                   | Parsons             |                                                            |
| 2010    | FlashForward                      | Ed                  |                                                            |
| 2010    | Pretty Little Liars               | Hardy               |                                                            |
| 2011–19 | Suits                             | Mike Ross           | Lead role (Seasons 1–7) Guest star (Season 9) 111 episodes |
| 2011–12 | Luck                              | Nathan Israel       |                                                            |
| 2014    | Rosemary's Baby                   | Guy Woodhouse       |                                                            |
| 2014–15 | Orphan Black                      | Jesse               |                                                            |
| 2015    | Talking Marriage with Ryan Bailey | Sig själv           |                                                            |
| 2016    | Legends of Tomorrow               | Rex Tyler / Hourman |                                                            |
| 2017    | Pillow Talk                       | Ryan                |                                                            |
| 2019    | Sneaky Pete                       | Stefan Kilbane      |                                                            |
| 2020    | The Right Stuff                   | John Glenn          |                                                            |